# Reserva natural de Ritsa
La Reserva natural de Ritsa es un área protegida del distrito de Gudauta en Abjasia al sur de la estribación del Gran Cáucaso.

## Descripción
La reserva incluye parte de la cuenca de los ríos Gega, Iupshara, así como el lago Ritsa. La temperatura promedio anual de la reserva es de 7.8 °C, variando desde la temperatura promedio de enero de -1.1 °C, hasta la de agosto con 17.8 °C, con una precipitación anual de 1959.
Los principales ríos de la reserva son el Lashipse, el Avadjara y el Lupshara. La zona es principalmente boscosa, y con grandes elevaciones con pendientes muy pronunciadas.